# Granbergsdal
Granbergsdal är en småort i Karlskoga kommun, belägen strax norr om Karlskoga. I orten ligger Granbergsdals hytta som är kulturminnesmärkt sedan 1986. Hyttan var verksam från 1642 till 1925.

## Historia
År 1680 förvärvade Sigrid Ekehielm Granbergsdal genom köp från kung Karl XI.

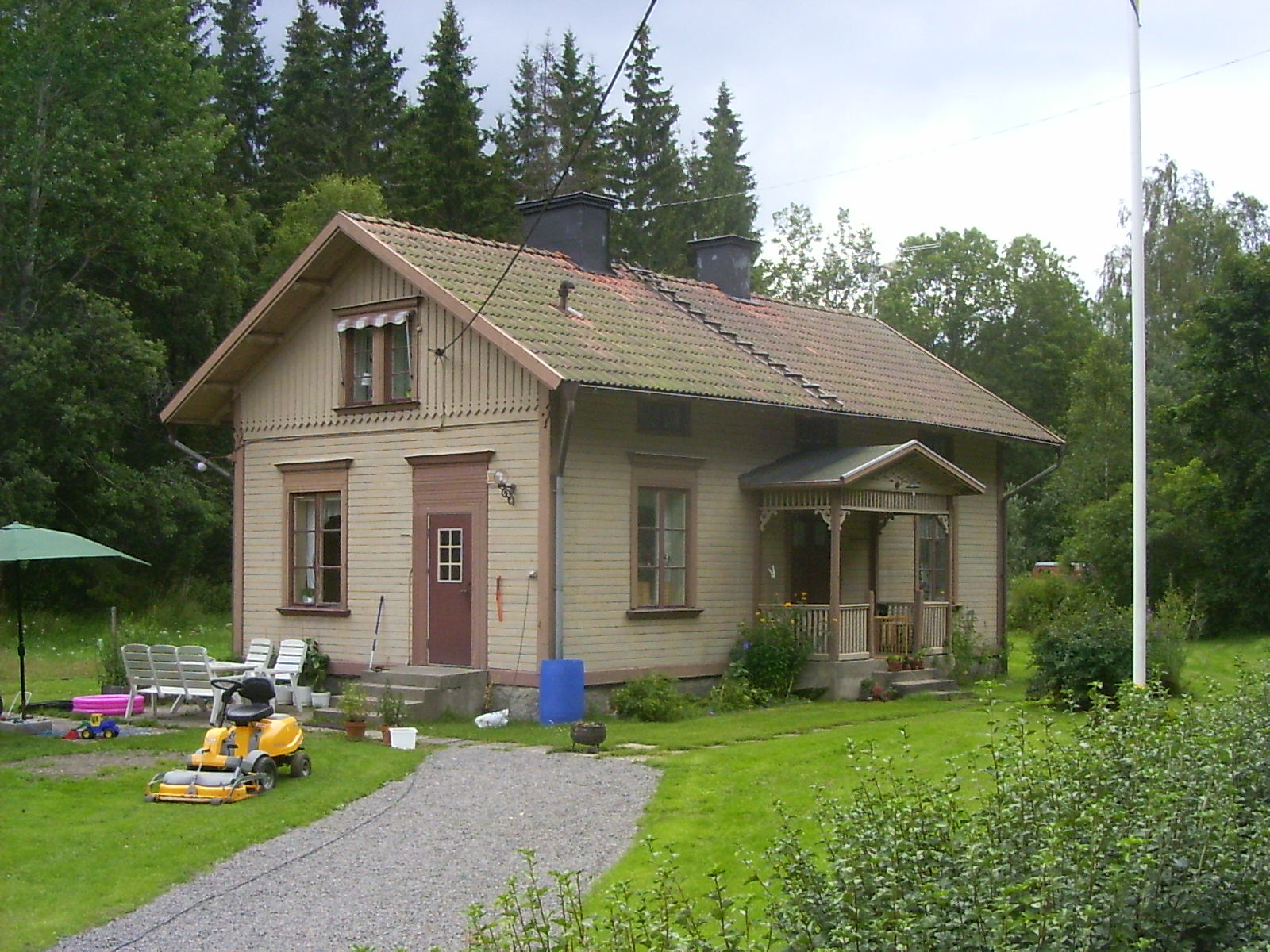
Granbergsdals station

År 1878 räknades befolkningen inom Granbergsdals rote till 1 056 individer. En nod i samhällsstrukturen var Granbergsdals station. Granbergsdal skiljer sig från andra lokala samhällen, såsom exemplifierat av Strömtorp, genom dess utveckling. I motsats till de samhällen där bebyggelsen koncentrerades kring stationsområdet, skedde inte en sådan koncentration i Granbergsdal.
I Granbergsdal finns också ett kapell från 1915.
I Granbergsdal finns en låg- och mellanstadieskola, skolan var tidigare kommunal men drivs i dag som ekonomisk förening.

## Idrott
På orten finns Granbergsdals IF som spelar sina fotbollsmatcher på Solvallen och har meriter från några enstaka säsonger i division 5.

## Demografi

### Befolkningsutveckling
| Befolkningsutvecklingen i Granbergsdal 2005–2023 | Befolkningsutvecklingen i Granbergsdal 2005–2023 | Befolkningsutvecklingen i Granbergsdal 2005–2023 | Befolkningsutvecklingen i Granbergsdal 2005–2023 | Befolkningsutvecklingen i Granbergsdal 2005–2023 |
| ------------------------------------------------ | ------------------------------------------------ | ------------------------------------------------ | ------------------------------------------------ | ------------------------------------------------ |
|                                                  |                                                  |                                                  |                                                  |                                                  |
| År                                               |                                                  |                                                  | Folkmängd                                        | Areal (ha)                                       |
| 2005                                             | 2005                                             |                                                  | 68                                               | 19                                               |
| 2010                                             | 2010                                             |                                                  | 60                                               | 19                                               |
| 2015                                             | 2015                                             |                                                  | 72                                               | 22                                               |
| 2020                                             | 2020                                             |                                                  | 64                                               |                                                  |
| 2023                                             | 2023                                             |                                                  | 66                                               |                                                  |
|                                                  |                                                  |                                                  |                                                  |                                                  |